# Bagnone
Bagnone is een gemeente in de Italiaanse provincie Massa-Carrara (regio Toscane) en telt 1995 inwoners (31-12-2004). De oppervlakte bedraagt 73,8 km², de bevolkingsdichtheid is 27 inwoners per km².

## Demografie
Bagnone telt ongeveer 991 huishoudens. Het aantal inwoners daalde in de periode 1991-2001 met 10,1% volgens cijfers uit de tienjaarlijkse volkstellingen van ISTAT.
| Jaar | Inwoneraantal |
| ---- | ------------- |
| 1991 | 2248          |
| 2001 | 2022          |

## Geografie
Bagnone grenst aan de volgende gemeenten: Corniglio (PR), Filattiera, Licciana Nardi, Monchio delle Corti (PR), Villafranca in Lunigiana.
Aulla · Bagnone · Carrara · Casola in Lunigiana · Comano · Filattiera · Fivizzano · Fosdinovo · Licciana Nardi · Massa · Montignoso · Mulazzo · Podenzana · Pontremoli · Tresana · Villafranca in Lunigiana · Zeri
1. ↑  https://demo.istat.it/?l=it.